# 進学課程 (医歯学部)
医学部進学課程（いがくぶしんがくかてい）及び歯学部進学課程（しがくぶしんがくかてい）は、戦後の学制改革で導入された医学部・歯学部の6年制教育課程のうち、最初の2年間の一般教育課程であり、1955年の入学生から適用された。プレメディカル（Pre-medical）コースとも呼ばれる。これに続く4年間の専門課程を含めて、6年制の学士課程となる。1991年の大学設置基準の大綱化以降、順次廃止され、6年一貫教育化された。
学制改革当初は、医学部及び歯学部の入学資格は、医学・歯学以外の学部において二年以上在学し、所定の一般教育科目を履修した者であり、大学2年修了者を対象に入学者選抜を行っていたが、進学課程導入以降、入学者選抜は他の学部と同様、新制高等学校卒業生を対象に、進学課程入学段階で大学・学部別に行われ、進学課程を修了した者は、同一大学学部の医学・歯学部専門課程へ進学したことから、事実上の6年一貫教育体制となった。

## 進学課程設置の背景

### 旧制医学専門学校の旧制大学昇格
第二次世界大戦の終結後、連合国軍最高司令官総司令部 (GHQ) 、特に公衆衛生福祉局（PHW）は、医学教育および歯学教育を大学教育に一本化する方針を打ち出し、旧制医学専門学校・旧制歯科医学専門学校はA級B級判定の結果、旧制大学へ昇格するか戦後特設高等学校へ転換した。旧制大学への昇格は1946年から1948年にかけて行われたが、まず旧大学令に基づく3年制の大学予科を設置し、予科の卒業生が出るのに応じて学部が設置された。なお、弘前・前橋・松本・米子・徳島の官立5校には予科は設置されなかった。この旧制大学予科は1948年の入学生まで募集が行われ、これらの学生は、1951年に予科を卒業して学部に入学し、1955年に旧制医科・歯科大学の最後の卒業生となった。

### 学制改革後の過渡期
学制改革により1949年から4年制の新制大学がスタートしたが、医学部・歯学部については、同じく4年制とされたものの、入学資格はアメリカのメディカルスクールをイメージするPHWの強い意向により、医学・歯学以外の学部において二年以上在学し、所定の一般教育科目等を履修した者とされた。このため、ほとんどの大学・学部で、1949年に新制高校卒業者を対象とする最初の新制の入学試験を実施したが、医学部・歯学部の最初の入学試験は1951年となった。
多くの大学では、新制理学部や旧制高等学校から転換した文理学部の中に医学・歯学部進学者向けの2年制のコースを「理学部乙」等の名称で設けた。また、私立旧制高等学校から新制大学に転換した学習院、成蹊、成城、武蔵、甲南の5大学のうち、学習院を除く4大学も医学部進学コースを新設した。
1951年以降、医学部・歯学部の専門課程の入学試験が行われたが、特に国立大学の場合、同一大学内であっても「理学部乙」等のコース修了者は、他の大学・学部の2年修了者と同列の選抜となったことから、受験に失敗した医学部浪人が理学部内等に増えたほか、通常の理学部課程である理学部甲などからも医学部進学者が発生し、優秀者が減少するなど理学部教育に支障をきたして批判が生じた。
一方、公私立の医科・歯科大学の中には、大学２年修了者に対する入試を行わず、進学コースと専門課程を直結させる大学が暗々裏に増加し、医歯学系大学進学に混乱をきたした。
また、私立歯科大学（東京歯科大学、日本歯科大学、日本大学歯学部、大阪歯科大学）に対しては、大学2年修了での学生募集に困難が想定されたため、特例的に2年制の旧制大学予科を残すことが許され、旧制大学予科２年と新制歯学部４年による６年制の学士課程が実施されていた。

### 進学課程設置
1952年の主権回復以降、大学政策・制度の見直しが行われ、1954年3月の学校教育法の改正（学校教育法第55条第2項の追加、第56条第2項の改正）により、医学部及び歯学部の修学年限は、進学課程2年と専門課程4年の計6年とされ、進学課程は同一学部内に設置することを原則とした（施行は1955年4月）。
これを受け、ほとんどの医学部・歯学部では1955年から進学課程が設置された。一部の大学では設置が遅れた。また、総合大学等で教養部を設置した大学では、教養部が医学・歯学進学課程の教育を担当した。
入学生を教養学部で類別に募集している東京大学では、1962年から自動的に医学部に進学できる理科三類を設置したが、修了者が出る前年の1963年までは、他大学の理学部等の大学2年修了者も対象とする公募制の医学部入試を行っていた。京都大学では1963年まで進学課程と大学2年修了者を対象とする医学部入試制度が並存した他、いくつかの大学医学部が、医学部浪人救済のため大学2年修了者を対象とする医学部専門課程入試を、1957年以降一定期間継続した。

## その後の展開
1973年に新構想大学として新設された筑波大学医学専門学群は、これまでの2年間の進学課程と4年間の専門課程の区別を廃し、日本の大学医学部で初めて6年一貫教育を実施した。その後に新設された医科大学も追随し、6年一貫教育を採用する大学が増加した。
1991年の大学設置基準の大綱化により学校教育法第55条第2項が廃止され、医学部・歯学部の入学資格は高校卒業程度で修業年限は6年となり、筑波大学などで実施されていた6年一貫教育が追認され、進学課程は医学部・歯学部に吸収された。東京大学は理科三類で2年＋医学部医学科で4年と変更なかった。これにより進学課程の担っていたリベラルアーツ教育の時間は大幅に減少して医歯学専門教育の時間数を増加させるとして当時は歓迎されたが、近年は医師・歯科医師の人間性教育が問われている。